# Lilo Pempeit
Pour les articles homonymes, voir Eder.
Liselotte ("Lilo") Irmgard Pempeit (aussi Liselotte Eder), née à Schmiede (de) (ville libre de Dantzig, actuellement Gdańsk en Pologne) le 6 octobre 1922 et morte à Munich le 7 mai 1993 , est une traductrice et actrice allemande. Elle est la mère du réalisateur Rainer Werner Fassbinder et est connue pour avoir traduit les premiers romans de Truman Capote.

## Biographie
Pendant la Seconde Guerre mondiale, Lilo Pempeit étudie l'allemand à Munich et y rencontre en 1944 le doctorant en médecine Helmuth Fassbinder (1918-2010), qu'elle épouse l'année suivante. Le couple s'installe à Bad Wörishofen, où naît la même année 1945 leur seul fils, Rainer, qui deviendra un réalisateur célèbre. La famille déménage peu après à Munich, où Helmut Fassbinder ouvre un cabinet. Après son divorce en 1951, Lilo Pempeit traduit des œuvres de fiction anglaises et françaises. En 1959, elle épouse le journaliste Wolff Eder.

## Filmographie partielle

### Au cinéma
- 1966 : Le Petit Chaos (Das kleine Chaos), court métrage de Rainer Werner Fassbinder : madame Eder (non créditée)
- 1970 : Les Dieux de la peste (Götter der Pest) de Rainer Werner Fassbinder : la mère
- 1970 : Pourquoi monsieur R. est-il atteint de folie meurtrière ? (Warum läuft Herr R. Amok?), de Rainer Werner Fassbinder et Michael Fengler : une collègue de bureau
- 1972 : Le Marchand des quatre saisons (Händler der vier Jahreszeiten) de Rainer Werner Fassbinder : une cliente du marchand
- 1974 : Tous les autres s'appellent Ali (Angst essen Seele auf) de Rainer Werner Fassbinder : mademoiselle Munchmeyer
- 1974 : Effi Briest de Rainer Werner Fassbinder : Louise von Briest, la mère d'Effi
- 1975 : Le Droit du plus fort (Faustrecht der Freiheit) de Rainer Werner Fassbinder : la voisine
- 1979 : Le Mariage de Maria Braun (Die Ehe der Maria Braun) de Rainer Werner Fassbinder : madame Ehmke
- 1981 : Lili Marleen de Rainer Werner Fassbinder : Tamara
- 1982 : Le Secret de Veronika Voss (Die Sehnsucht der Veronika Voss) de Rainer Werner Fassbinder : Chehm

### À la télévision
- 1971 : Rio das Mortes, téléfilm de Rainer Werner Fassbinder : la mère de Günther
- 1972 : Liberté à Brême (Bremer Freiheit), téléfilm de Rainer Werner Fassbinder et de Dietrich Lohmann : la mère
- 1972 : Huit heures ne font pas un jour (Acht Stunden sind kein Tag), feuilleton de Rainer Werner Fassbinder (2e partie : Mamie et Gregor) : femme au foyer
- 1974 : Nora Helmer, téléfilm de Rainer Werner Fassbinder : Marie
- 1975 : Peur de la peur (Angst vor der Angst), téléfilm de Rainer Werner Fassbinder : madame Schaal
- 1976 : Je veux seulement que vous m'aimiez (Ich will doch nur, daß ihr mich liebt), téléfilm de Rainer Werner Fassbinder : la dame à la poste